# Шарнхорст, Герхард
Ге́рхард Ио́ганн Да́вид фон Ша́рнхорст (нем. Gerhard Johann David von Scharnhorst; 12 ноября 1755, Борденау Курфюршество Брауншвейг-Люнебург — 28 июня 1813, Прага) — германский военачальник, военный теоретик и военный реформатор. 
С июля 1807 года — начальник генштаба и председатель комиссии по реорганизации прусской армии, с 1808 года по 1810 год возглавлял Генеральный штаб и военное министерство. Вместе с генералом А. Гнейзенау Шарнхорст провёл военную реформу, в результате которой было подготовлено введение воинской повинности в Пруссии. Во время Немецкой освободительной войны с наполеоновской Францией в 1813 году был начальником штаба Силезской армии генерала Г. Блюхера. Генерал-лейтенант (11.03.1813).

## На ганноверской и прусской службе
Родился 12 ноября 1755 года в Bordenau (Ганновер). Сын вахмистра, трудившегося в отставке аренатором. Поступил на военную службу сначала к князю Вильгельму Шаумбург-Липпе, у которого был маленький образцовый отряд, и учился в его частной военной школе. Окончил её в 1777 году. В этот же год вступил в герцогстве Брауншвейг-Люнебург на ганноверскую военную службу в чине прапорщика и стал преподавателем в полковой школе. За успехи по службе его перевели преподавать в артиллерийскую школу. В 1780—1790 годах печатал много статей на военную тематику и издавал журнал для военнослужащих «Военная библиотека».
Когда началась война с революционной Францией, Шарнхорст служил в артиллерии, с 1793 года сражался на нидерландском театре военных действий и командовал конной батареей. В 1794 году выдвинулся спасением отряда, в котором он служил, от окружения в Менине во Фландрии и вскоре стал генерал-квартирмейстером ганноверского корпуса в союзной армии. После завершения войны он продолжил издание своего журнала, опубликовал ряд исследований о прошедшей войне и указал на большое количество выявленных в ходе её недостатков, а также на появление новой тактики (рассыпной строй). Однако призывы Шарнхорста остались неуслышанными и, более того, замедлилось его продвижение по службе, в 37 лет его произвели только в чин капитана.
В мае 1801 года Шарнхорст перешел в чине подполковника на прусскую службу по рекомендации генерала Карла Пфуля. Сначала занимался преподаванием военных наук, в 1802 году он был назначен начальником военного училища в Берлине. В столице создал небольшой военно-научный кружок, получивший со временем определённые известность и значение, его членом стал и близкий к королю генерал Эрнст Рюхель. При поддержке последнего Шархорст подал королю Фридриху Вильгельму III три аналитические записки с планом военных реформ, направленных прежде всего на отказ от ряда феодальных пережитков. Но сам король не оценил важность этих предложений, передав записки без своего мнения на обсуждение высокопоставленного аристократического генералитета. Естественно, что в этих кругах предложения Шарнхорста поддержки найти не могли, кое-кто даже расценил их как посягательство на авторитет Фридриха Великого.
Изданный в 1801 году его «Справочник артиллериста» сделал его имя известным в армии, был переведён на русский и французский языки. Кружок Шарнхорста вырос в военно-научное общество, которое стало издавать свой журнал (кстати, именно в нём Шарнхорст опубликовал первые военно-теоретические работы Карла фон Клаузевица).
В 1804 году возведён в дворянство, в том же году получил чин полковника.

## Военная катастрофа Пруссии 1806 года и реформы Шарнхорста
С началом войны четвёртой коалиции в сентябре 1806 года Шарнхорст был назначен начальником штаба главнокомандующего генерал-фельдмаршала герцога Карла Вильгельма Фердинанда Брауншвейгского. Принимал участие в битве при Ауэрштедте, где был ранен. Исполнял должность начальника штаба в корпусе генерала Гебхарда Блюхера, попал в плен при его капитуляции под Любеком, но вскоре был обменян на пленного французского полковника, назначен генерал-квартирмейстером корпуса генерала Антона фон Лестока и в 1807 году принял участие в битве при Прейсиш-Эйлау. За отличия 5 сентября 1807 года был награждён российским орденом Святой Анны 1-й степени.
Полный разгром прусской армии произвёл огромное впечатление на Шарнхорста, но также и на правящие круги королевства. Наконец Фридрих Вильгельм III осознал, что без преобразований Пруссия не сможет освободиться от власти Наполеона I. После заключения Тильзитского мира Шарнхорст, убеждённый в необходимости радикальных преобразований, 27 июля 1807 года был назначен королём председателем «Комиссии по преобразованию армии» (в литературе часто встречается название «Военно-реорганизационная комиссия»). Тогда же он стал начальником прусского Генерального штаба. В 1808 году Шарнхорст был назначен военным министром и начальником Генерального штаба. Так начался важнейший период в жизни Г. Шархорста. В том же 1807 году он стал самым молодым генерал-майором в прусской армии, что только добавило врагов «этому выскочке».
Вместе с ближайшими сотрудниками и соратниками Бойеном, Гнейзенау, Грольманом, Клаузевицем и фон Массенбахом он руководил трудным делом создания новой военной силы, которая должна была освободить Пруссию от французского гнёта.
Шарнхорст стоял за то, чтобы дать народу большую свободу, уважать его и развить в нём самом уважение к себе. Армия, по мысли Шарнхорста, должна быть вооружённым народом. Шарнхорст был убеждён, что нравственная связь армии с народом гораздо важнее, чем высокое развитие технической стороны военного дела.
Проведённая под руководством Шарнхорста военная реформа изменила прежде всего способ пополнения армии. Шарнхорст стоял за всеобщую воинскую повинность, но провести сразу эту реформу оказалось невозможным: приходилось считаться и со старыми предрассудками, и с французским давлением — Наполеон обязал Пруссию не иметь армию более 42 тысяч человек. Шарнхорст положил начало общей обязательной военной службе, уменьшил количество изъятий, потребовал, чтобы и молодые люди знатных семейств и с образованием служили сначала рядовыми. Предложил образовать войсковой резерв (ландвер и ландштурм).
Так как Наполеон воспротивился созданию ландвера, то пришлось для образования достаточного запаса обученных солдат отпускать взятых в военную службу, как только они оказывались сколько-нибудь обученными.
Закон о ландвере, выработанный Шарнхорстом, появился уже после разрыва с Францией, в 1813 году. Затем были изменены основания производства в офицеры, причём на первое место было выдвинуто специальное образование, а не происхождение. Обращение с рядовыми, в числе которых стали служить дворяне и богатые бюргеры, было изменено — унизительные телесные наказания отменены. Изменению подверглись форма, вооружение, организация хозяйственной части.
Деятельность реформатора происходила в исключительно трудных условиях. С одной стороны, её необходимо было как-то скрывать или маскировать от внимания французов. С другой стороны, она встречала мощнейшую оппозицию в самой Пруссии. Ярыми противниками реформ оказались Борстель, граф Гетцен, ряд генералов-аристократов, а сам король проявлял постоянные колебания и нерешительность. Несколько улучшилось дело, когда в 1809 году к королю стал приближен и получил влияние Блюхер, не являвшийся членом комиссии, но всецело поддерживавший её реформаторскую деятельность.
В июне 1810 года Шарнхорсту пришлось оставить все свои посты, так как он навлёк на себя подозрения Наполеона. Но неофициально он по-прежнему стоял во главе прусской армии (официально же он был назначен начальником корпуса инженеров армии). Когда в 1811 году возникла угроза войны между Россией и Францией, Шарнхорст отправился в Петербург и Вену для переговоров о союзе. Но ни Россия, ни Австрия ещё не сочли тогда удобным момент для начала военных действий против Наполеона.

## Освободительная война
После разгрома Великой армии в войне 1812 года, когда русские армии вышли на прусскую границу, Шарнхорст одним из первых выступил за заключение Калишского договора и за вступление Пруссии в войну за освобождение Германии (война шестой коалиции). В феврале 1813 года Шарнхорст вернулся на военную службу, вступил в учреждённый прусским королём «Комитет для усиления армии», назначен генерал-квартирмейстером в штаб Силезской армии Блюхера. Вскоре он получил чин генерал-лейтенанта.
В битве при Лютцене 2 мая 1813 года Шарнхорст был ранен ядром в ногу. С незажившей раной он отправился в Вену, чтобы хлопотать о присоединении Австрии к коалиции. Рана его разболелась, и 28 июня того же года Шарнхорст умер. Похоронен на кладбище Инвалиденфридхоф в Берлине, его захоронение положило начало семейной усыпальнице, сохранившейся до наших дней.
Шарнхорст известен и как военный теоретик: большую известность получил его труд «Handbuch für Offiziere in den angewandten Theilen der Krieges-Wissenschaften» (Hanovre, 1815. В соавторстве с И. Ф. Гойером).

## Награды
Королевства Пруссия:
- Орден «Pour le Mérite» (21 февряля 1807)[2]
- Орден Красного орла 2-го класса с дубовыми листьями (1812)[3]
- Железный крест 2-го класса на чёрной ленте (1813)[4]

## Семья
От брака (1785) с Кларой Шмальц (1762—1803) имел двух сыновей и трёх дочерей. Наиболее известен был старший сын Вильгельм фон Шарнхорст (1786—1854), дослужившийся до чина генерала от инфантерии и женатый на старшей дочери генерал-фельдмаршала Гнейзенау Юлии; со смертью их единственного сына пресёкся род Шарнхорстов по мужской линии. Второй сын Август Фридрих фон Шарнхорст (1795—1826) незадолго до смерти вышел в отставку в чине майора.
Шарнхорст состоял в родственных отношениях с первым ректором Берлинского университета Теодором Шмальцем, который приходился ему деверем[уточнить].

## Память
- В ГДР был учреждён Орден Шарнхорста (нем. Scharnhorst-Orden).
- Скульптурный портрет Шарнхорста размещён на Росгартенских воротах Кёнигсберга.
- Памятник генералу установлен в Берлине в 1822 году, он неоднократно восстанавливался и реставрировался, находится там и поныне.
- В 1978 году в ГДР был снят пятисерийный телевизионный художественный фильм «Шарнхорст» о жизни и деятельности генерала с 1806 по 1813 годы.
- Имя генерала носят городские районы, улицы, площади, парки, школы и воинские казармы во многих городах в западной и восточной частях Германии.
- В Бундесвере в высших учебных заведениях лучшие офицеры поощряются Премией Шарнхорста.

В честь Герхарда Шарнхорста названы:
- Немецкий броненосный крейсер «Шарнхорст» времён Первой мировой войны.
- Немецкий линкор «Шарнхорст» времён Второй мировой войны.
- Немецкая пехотная дивизия времён Второй мировой войны (существовала короткое время в 1945 году).